# Gud, din nåd till himlen räcker
Gud, din nåd till himlen räcker är en psalmtext diktad av Johan Åström år 1816. Åströms original heter ursprungligen Store Gud, som handen räckte och består av fem verser. I Sionstoner har psalmen anslaget Skingra Gud, all tvivlans dimma, vilket är synonymt med vers 4 och 5 av originalet. I 1937 års psalmbok har den fyra verser efter att den tredje strukits. 1983 bearbetades Åströms psalm av Olle Nivenius till sin nuvarande lydelse med tre verser.
Melodin är Vänligt över jorden glänser och troligen svensk. Den förekommer tidigast i Rappe-handskriften 1675.

## Publicerad som
- Nr 168 i 1819 års psalmbok med inledningen "Store Gud, som handen räckte" under rubriken "Nådens ordning".
- Nr 484 I Sionstoner 1889 med verserna 4-5 av nr 168, 1819) under rubriken "Psalmer."
- Nr 276 i Sionstoner 1935 med inledningen "Skingra Gud, all tvivlans dimma" (Vers 4,5 av nr 168, 1819 "Store Gud, som handen räckte")  under rubriken "Nådens ordning: Väckelse och omvändelse"
- Nr 259 i 1937 års psalmbok med titelraden "Store Gud, som handen räckte" under rubriken "Kallelse och upplysning".
- Nr 259 i Psalmer för bruk vid krigsmakten 1961 verserna 3-4.
- Nr 215 i Den svenska psalmboken 1986 med titelraden "Gud, din nåd till himlen räcker" i den ekumeniska delen under rubriken "Sökande - tvivel".